# Tommaso Ceva
Pour les articles homonymes, voir Ceva (homonymie).
Tommaso Ceva (né le 20 décembre 1648 à Milan, Italie - mort dans la même ville le 3 février 1737) était un jésuite, un mathématicien et un poète italien de la seconde moitié du XVIIe et du début du XVIIIe siècle.

## Biographie
Tommaso Ceva est le frère de Giovanni Ceva. Il naquit à Milan le 20 décembre 1648. Entré de bonne heure dans la Compagnie de Jésus, il ne tarda pas à se faire connaître comme mathematicien et comme poète. Il était un professeur de mathématiques au Collège jésuite de Brera à Milan. L'un de ses plus célèbres élèves fut Giovanni Girolamo Saccheri.
Il inventa un instrument pour exécuter mécaniquement la trisection de l'angle, et publia cette découverte en 1695. Les Italiens reprochent au marquis de L'Hôpital, qui la publia aussi dans son Traité des sections coniques, imprimé à Paris plusieurs années après, de n'avoir fait aucune mention du P. Ceva.
Tommaso Ceva était aussi un poète reconnu et consacrait une grande partie de son temps à cet art. Il fut à ce titre membre de l'Accademia dell'Arcadia, fondée à Rome en 1690 par des poètes qui avaient appartenu à l’entourage de la reine Christine de Suède. Parmi ses poésies latines, on remarque surtout le poème intitulé : Philosophia novo-antiqua, traduit en vers italiens (sciolti), par Dionisio Andrea Sancassani de Comacchio, Venise, 1730. Le Puer Jesus, dédié à Joseph Ier, roi des Romains, parut en 1690, et fut également traduit en vers italiens par monsignor Giorgi, évêque de Ceneda. Les autres ouvrages du P. Ceva sont :
- Diverses poesies latines et italiennes : on y trouve jusqu'à la solution géométrique du problème le plus intéressant de la vie humaine, celui de s'assurer la félicite éternelle, qui fait le sujet d'un poème latin en quatre livres.
- Opuscula mathematica, publiés en 1699, où on trouve des considérations assez ingénieuses sur la multisection de l'angle, soit par son instrument mécanique, soit par le secours de certaines courbes.
- Une Vie du poète Francesco de Lemene, qui parut à Milan en 1706, sous ce titre : Memorie d'alcune virtù del signor conte Francesco De Lemene con alcune riflessioni sulle sue poesie.